# Veroljub Salatić
Veroljub Salatić (in serbo Верољуб Салатић?; Zvornik, 14 novembre 1985) è un ex calciatore serbo naturalizzato svizzero, di ruolo centrocampista.

## Carriera

### Club
Salatić si trasferì in Svizzera da bambino e iniziò ad allenarsi con la squadra locale, lo S.C. Zug nel 1992, all'età di 7 anni. Nel 2000 passò al Grasshoppers. Nella stagione 2003-2004 esordì in prima squadra.
Nel luglio 2011 ha firmato un contratto con il club cipriota Omonia, entrando presto tra i titolari.
La stagione successiva torna a giocare per il Grasshoppers diventandone il capitano. Con l'arrivo di Michael Skibbe alla guida della squadra zurighese, emergono alcune tensioni e viene messo fuori rosa.
Il 10 febbraio 2015, firma un contratto con il Sion valido fino al termine della stagione 2017-2018.

### Nazionale
Salatić ha rappresentato la Svizzera in vari livelli, tra cui all'Europeo U-19 del 2004 in Svizzera. Nel 2005 ha partecipato al Mondiale U-20.
La Federazione serba ha provato per ben due volte a convincere Salatić ad essere convocabile per la nazionale serba, ma il giocatore ha sempre rifiutato dicendo di sperare nella chiamata della nazionale svizzera.
La sua ultima partita in nazionale risale al match con l'Under 21 contro l'Inghilterra nel 2006 e da allora sia Köbi Kuhn che Ottmar Hitzfeld non hanno mai manifestato interesse a convocarlo: pertanto non ha mai esordito con la Nazionale maggiore.

## Palmarès

### Club

#### Competizioni nazionali
- Coppa di Cipro: 1

Omonia: 2011-2012
- Coppa Svizzera: 2

Grasshoppers: 2012-2013
Sion: 2014-2015